# Джара
Джара (итал. giara), или тинаха (исп. tinaja) — сосуд, обычно глиняный, предназначенный для хранения жидкостей или зерна. Напоминает амфору или пифос, но отличается от них более приземистой формой и большими размерами. Бывает выпуклой или практически цилиндрической формы, сужаясь в районе горлышка. Может иметь ручки для транспортировки. 
Сосуды, подобные амфорам, были распространены в Средиземноморье начиная с античности, но даже в наши дни они встречаются в некоторых регионах Италии. В Апулии используется местный вариант джары, называемый капазоне (capasone), который кроме своей основной функции, служит в качестве садового украшения.
В одном из переводов Евангелия от Иоанна на итальянский язык Иисус, совершая своё первое чудо, превращает воду в вино именно в джарах. У Луиджи Пиранделло есть рассказ «Джара», на сюжет которого написал (1924) балет с пением Альфредо Казелла. В провинции Катания есть коммуна Джарре, название которой произошло от имени данного сосуда.